# اورل اشتاین
سر مارک اورل اشتین (به مجاری:  Stein Márk Aurél) (به انگلیسی: Sir Marc Aurel Stein) ‏ (۱۸۶۲–۱۹۴۳)
(مجاری: Stein Márk Aurél؛ ۲۶ نوامبر ۱۸۶۲ – ۲۶ اکتبر ۱۹۴۳) یک باستان‌شناس بریتانیایی مجارستانی‌تبار بود که بیشتر به‌خاطر کاوش‌ها و کشفیات باستان‌شناسی‌اش در آسیای مرکزی شهرت دارد. او همچنین استاد دانشگاه‌های راج بریتانیا بود.
اشتاین علاوه بر باستان‌شناسی، قوم‌شناس، جغرافی‌دان، زبان‌شناس و نقشه‌بردار نیز بود. مجموعهٔ کتاب‌ها و نسخه‌های خطی که او از غارهای دون‌هوانگ خریداری کرد، از منابع مهم برای مطالعهٔ تاریخ آسیای مرکزی و هنر و ادبیات بودایی به‌شمار می‌آید. او چندین جلد کتاب دربارهٔ سفرها و اکتشافاتش نوشته که شامل آثار خُتن باستان، سرایندیا و درونی‌ترین آسیا می‌شوند.
در سال ۱۳۱۵ خورشیدی هجری دو گمانهٔ کاوشی در تپهٔ حسنلو واقع در آذربایجان غربی در غرب ایران زد که منجر به یافته‌هایی شد. در سال ۱۹۳۶ میلادی بازدیدی از شهر سوخته در استان سیستان و بلوچستان در شرق ایران داشته است. یافته‌های استین در نتیجهٔ کاوش‌هایش در ایران، بنا به نوشته‌های خودش و انتشارات «کاتالوگ آثار و یافته‌های سر اورل اشتاین در موزهٔ بریتانیا»، چه در دورهٔ پیش از اسلام و چه در دورهٔ بعد از آن، با اینکه با حمایت دولت وقت ایران بوده، تقریباً بلااستثنا به آمریکا به عنوان سرمایه‌گذار اصلی کاوش‌های او و پس از آن به موزه بریتانیا بخش خاورمیانه منتقل شده و ایران در آن زمان اگر سهمی برده، بسیار ناچیز بوده است.

## زندگی اولیه
اشتاین در خانواده‌ای یهودی از ناثان اشتاین و آنا هیرشلر در بوداپست، واقع در پادشاهی مجارستان (۱۵۲۶-۱۸۶۷) در امپراتوری اتریش به دنیا آمد. در حالی که والدین و خواهرش یهودی باقی ماندند، اشتاین و برادرش ارنست ادوارد در آیین لوتریانیسم تعمید یافتند. در خانه، به زبان‌های آلمانی و زبان مجاری صحبت می‌کردند.
اشتاین پس از فارغ‌التحصیلی از دبیرستان در بوداپست، تحصیلات عالی خود را در دانشگاه وین، دانشگاه لایپزیگ و دانشگاه توبینگن ادامه داد. او در رشتهٔ زبان سانسکریت و زبان فارسی فارغ‌التحصیل شد و در سال ۱۸۸۳ میلادی دکترای خود را از دانشگاه توبینگن دریافت کرد.
در سال ۱۸۸۴، به انگلستان رفت تا در زبان‌های شرقی و باستان‌شناسی تحصیل کند. در ۱۸۸۶، در وین با رودولف هرنله، هندشناس و زبان‌شناس ملاقات کرد و دربارهٔ یک نسخهٔ ریاضی باستانی کشف‌شده در بخشیالی (پشاور) اطلاعاتی کسب کرد.
در سال ۱۸۸۷، اشتاین به هند رفت و در دانشگاه پنجاب به‌عنوان ثبت‌کنندهٔ دانشگاه مشغول به کار شد. بین سال‌های ۱۸۸۸ تا ۱۸۹۹، او رئیس دانشکده شرقی، لاهور بود. در این دوره، کتابخانهٔ نسخ خطی سانسکریت معبد راگوناث در جامو تحت سرپرستی او تأسیس شد که ۵۰۰۰ نسخهٔ نادر را در خود جای می‌دهد.

## سفرهای اکتشافی

### آغاز ماجراجویی‌ها
اشتاین از کتاب در میان آسیا (۱۸۹۸) اثر سون هدین الهام گرفت و در ژوئن ۱۸۹۸، از هرنله درخواست همکاری کرد تا آثار باستانی آسیای مرکزی را کشف و مطالعه کنند. هرنله از این پیشنهاد استقبال کرد؛ زیرا پیش‌تر نسخه‌های دست‌نوشته باوِر و دست‌نوشته وبر را رمزگشایی کرده بود که در آن زمان، قدیمی‌ترین نسخه‌های خطی شناخته‌شدهٔ هند باستان به‌شمار می‌رفتند. او از اشتاین خواست پیشنهادی برای یک سفر اکتشافی تنظیم کرده و آن را به دولت‌های پنجاب و هند ارائه دهد.
اشتاین ظرف یک ماه، پیشنهادی مقدماتی برای هرنله فرستاد. هرنله این پیشنهاد را با فرماندار پنجاب در هند بریتانیا در میان گذاشت و حمایت او را جلب کرد. سپس، اشتاین پیشنهادی کامل برای کاوش، نقشه‌برداری و مطالعهٔ آثار باستانی آسیای مرکزی ارائه داد. هرنله شخصاً برای تصویب سریع این طرح به دولت‌های پنجاب و هند فشار آورد. در عرض چند هفته، این پیشنهاد به‌طور غیررسمی تأیید شد. در ژانویهٔ ۱۸۹۹، اشتاین مجوز رسمی و بودجهٔ لازم برای اولین سفر اکتشافی خود را دریافت کرد.
پس از آن، اشتاین مجوز و حمایت لازم برای سفرهای بیشتر به ترکستان چین، بخش‌هایی از تبت و آسیای مرکزی را به‌دست‌آورد، مناطقی که در آن زمان موردتوجه روس‌ها و آلمانی‌ها نیز بودند. او سفرهای مشهور خود را با حمایت مالی دولت پنجاب و دولت هند بریتانیا انجام داد.

### چهار سفر اکتشافی

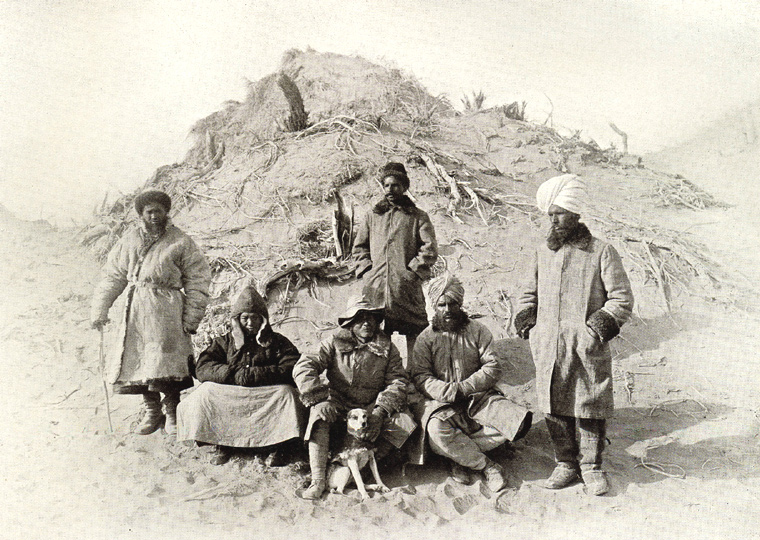
عکس اورل اشتاین به همراه سگش و گروه پژوهشی در حوضه تاریم

اورل اشتاین چهار سفر اکتشافی مهم به آسیای مرکزی انجام داد که در سال‌های ۱۹۰۰–۱۹۰۱، ۱۹۰۶–۱۹۰۸، ۱۹۱۳–۱۹۱۶ و ۱۹۳۰ صورت گرفت. او گنجینه‌ای از تمدنی بزرگ را که تا آن زمان تقریباً به دست فراموشی سپرده شده بود، آشکار کرد. یکی از مهم‌ترین کشفیات او در سفر نخستش (۱۹۰۰–۱۹۰۱)، واحهٔ دندان اویلیق در صحرای تکله‌مکان بود که توانست در آن چندین اثر باستانی را کشف کند. در سومین سفر اکتشافی‌اش (۱۹۱۳–۱۹۱۶)، او در Khara-Khoto حفاری‌هایی انجام داد.
بعدها، او در منطقهٔ پامیر به جست‌وجوی برج سنگی گمشده (Stone Tower (Ptolemy)) پرداخت که بطلمیوس، دانشمند قرن دوم میلادی، آن را نقطهٔ میانی جاده ابریشم در اثر مشهورش جغرافیا (بطلمیوس) توصیف کرده بود.

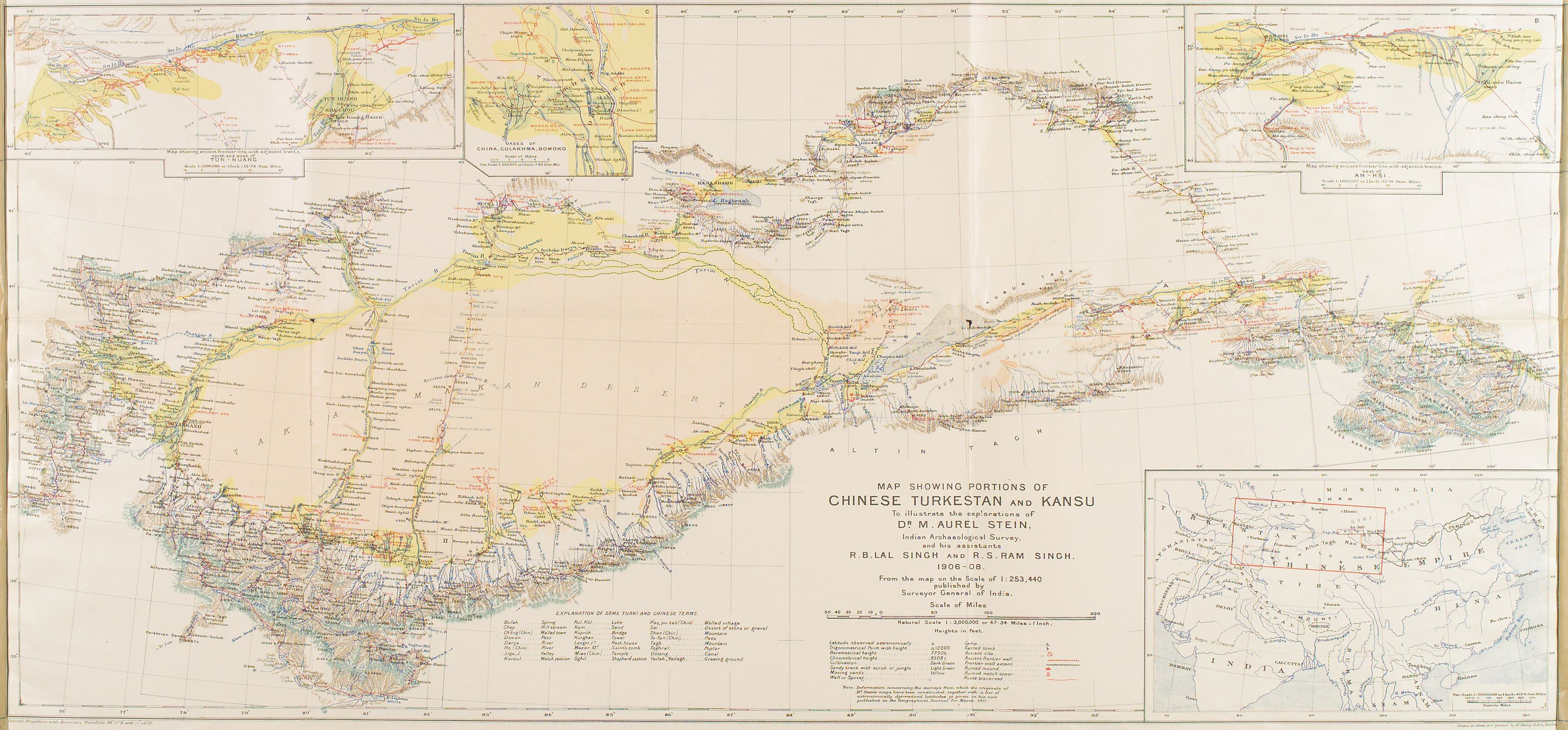
نقشهٔ تکله‌مکان از کتاب سرایندیا، اورل اشتاین، ۱۹۲۱، جلد پنجم.

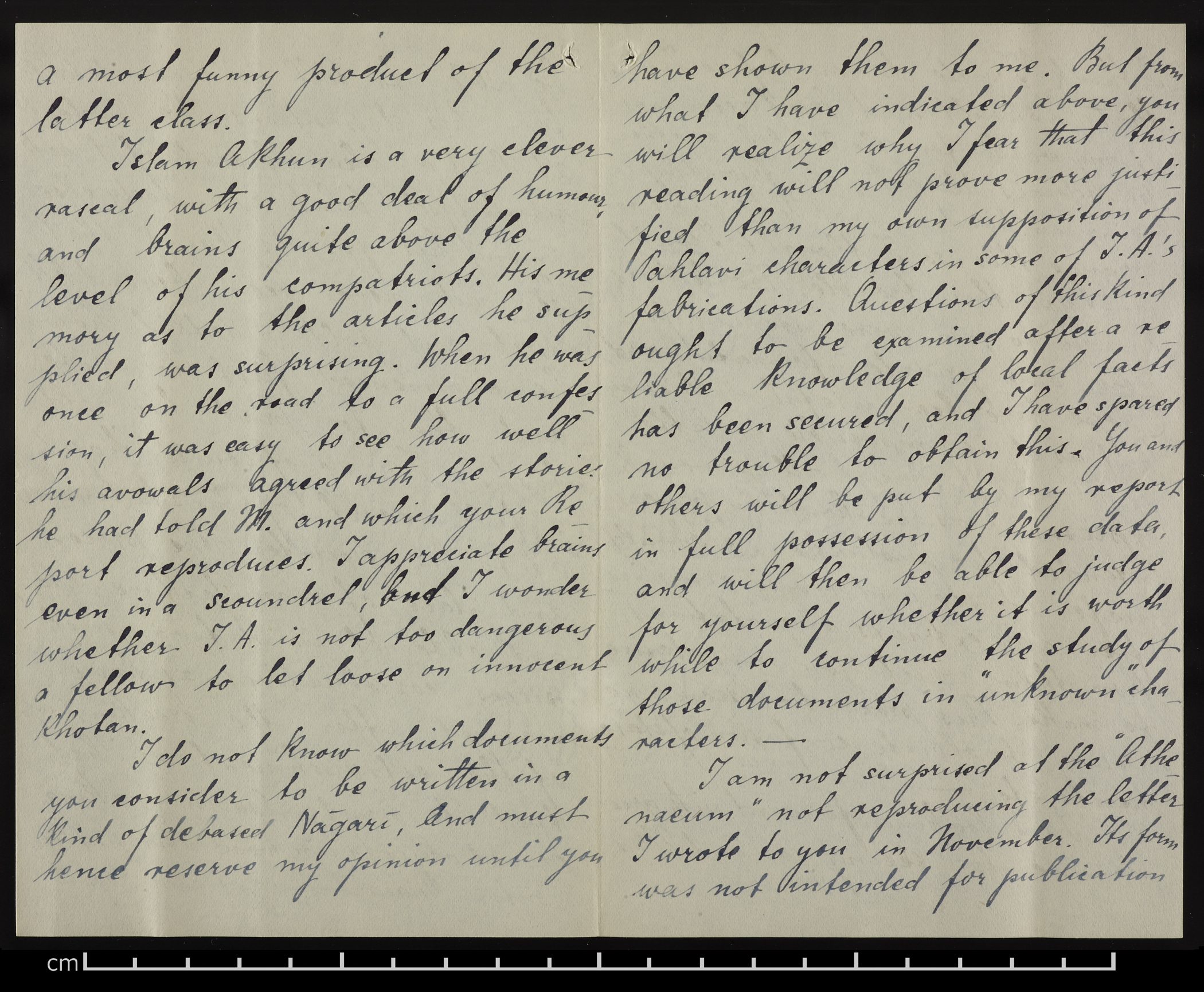
نامه‌ای از اورل اشتاین به رودولف هرنله از کاشغر، ۲۵ مه ۱۹۰۱.

## دستاوردهای پژوهشی
مجموعهٔ اورل اشتاین در کتابخانه بریتانیا شامل نسخه‌های خطی چینی، تبتی و تانگوتی، لوح‌های چوبی به زبان پراکریت و اسنادی به زبان‌های زبان سکایی میانه، زبان اویغوری، زبان سغدی و ترکی شرقی است. این آثار حاصل سفرهای او در آسیای مرکزی طی دهه‌های ۱۹۲۰ و ۱۹۳۰ است. او همچنین در شهرهای واحه‌ای میران و سایر مناطق حوضهٔ حوضه تاریم نسخه‌های خطی را کشف کرد و مکان‌های باستان‌شناسی متعددی، به‌ویژه در ایران و بلوچستان را ثبت نمود.
در جریان سفرش به ختن، اشتاین بخشی از شاهنامه را به فارسی بازخوانی کرد، پس از آنکه شخصی محلی را دید که شاهنامه را به زبان جغتایی می‌خواند.
در ۱۹۰۱، اشتاین مسئول افشای جعل‌های اسلام آخوند بود و در عین حال، اصالت نسخه‌های خطی که پیش از سال ۱۸۹۶ در شمال غرب چین کشف شده بودند، را تأیید کرد.

### بزرگ‌ترین کشف: غارهای هزار بودا
بزرگترین کشف اورل اشتاین در غار موگای (غارهای هزار بودا) در نزدیکی دون‌هوانگ در سال ۱۹۰۷ انجام شد. او در این مکان، یک نسخهٔ چاپی از سوترای الماس را یافت که قدیمی‌ترین متن چاپی شناخته‌شدهٔ جهان است و به سال ۸۶۸ میلادی بازمی‌گردد. علاوه بر آن، او ۴۰ هزار طومار دیگر را کشف کرد که با جلب اعتماد و رشوه دادن به متولی تائوئیست این غارها، به‌تدریج خارج کرد.
او ۲۴ صندوق نسخهٔ خطی و ۴ صندوق شامل نقاشی‌ها و آثار باستانی را از این غارها خارج کرد. برای این اکتشاف، او به مقام شوالیه مفتخر شد؛ اما در مقابل، ملی‌گرایان چینی او را یک غارتگر دانستند و علیه او اعتراضاتی صورت گرفت. هرچند برخی دیگر بر این باورند که اقدامات او به پیشرفت دانش کمک کرده است.
کشفیات اورل اشتاین باعث شد شکارچیان گنج و کاوشگران فرانسوی، روسی، ژاپنی و چینی نیز به جمع‌آوری آثار باستانی از این مناطق بپردازند و بخش‌هایی از این مجموعه را به دست آورند.
در سال ۱۹۰۷، اورل اشتاین پنج نامهٔ سغدی را که با نام «نامه‌های باستانی سغدی» شناخته می‌شوند، در برج دیده‌بانی متروکه‌ای در نزدیکی دووان (دون‌هوانگ) کشف کرد. این نامه‌ها متعلق به اواخر دورهٔ دودمان جین غربی هستند.
در سفر اکتشافی ۱۹۰۶–۱۹۰۸، زمانی که اشتاین در حال نقشه‌برداری در جنوب کونلون و در نزدیکی خط جانسون بود، دچار سرمازدگی شدید شد و چندین انگشت پای راست خود را از دست داد.
در دوران استراحت از سفرهای طولانی در آسیای مرکزی، او بیشتر در چادر زندگی می‌کرد. محل اقامت موقت او در مراتع آلپی بخش گاندربل، در دهانهٔ دره سند قرار داشت. در همین مکان، سال‌ها پیش از آن، او متن راجترنگنی را از زبان سانسکریت به انگلیسی ترجمه کرده بود، که در سال ۱۹۰۰ منتشر شد.
در ۱۴ سپتامبر ۲۰۱۷، سنگ یادبودی در موهاند مارگ، جایی که اشتاین چادر خود را برپا می‌کرد، نصب شد.

### چهارمین سفر اکتشافی و کاوش‌های دیگر
چهارمین سفر اورل اشتاین به آسیای مرکزی، برخلاف سفرهای قبلی، با شکست روبه‌رو شد. او گزارشی از این سفر منتشر نکرد، اما دیگران دربارهٔ ناکامی‌ها و رقابت‌ها میان منافع بریتانیایی و آمریکایی در چین، همچنین درگیری میان موزه هنر هاروارد و موزه بریتانیا، و در نهایت اختلافات بین پال جی ساکس و Langdon Warner، دو حامی مالی هاروارد، نوشته‌اند.
بین سال‌های ۱۹۴۰ تا ۱۹۴۳، اشتاین دو سفر اکتشافی به امتداد رود گهگر هکره انجام داد تا شواهد فیزیکی از رود ساراسواتی که در ریگ‌ودا توصیف شده، بیابد. هرچند او موفق نشد توالی زمانی دقیق باستان‌شناسی این منطقه را تعیین کند، اما کارهایش تأثیر قابل‌توجهی بر باستان‌شناسی هند گذاشت. او در بررسی‌های خود از Hanumangarh تا بهاولپور، پاکستان، حدود ۱۰۰ سایت تاریخی و پیشاتاریخی را شناسایی کرد و در برخی از آن‌ها کاوش‌های مقدماتی انجام داد. مشاهدات او دربارهٔ گسترش جغرافیایی این سایت‌ها، منبع ارزشمندی برای پژوهشگران بعدی، از جمله Amalananda Ghosh (۱۹۱۰–۱۹۸۱) و Katy Dalal شد. او همچنین مکان‌هایی مانند Munda, Bhadrakali Temple و یزمان، پاکستان را مستند کرد.

## زندگی شخصی

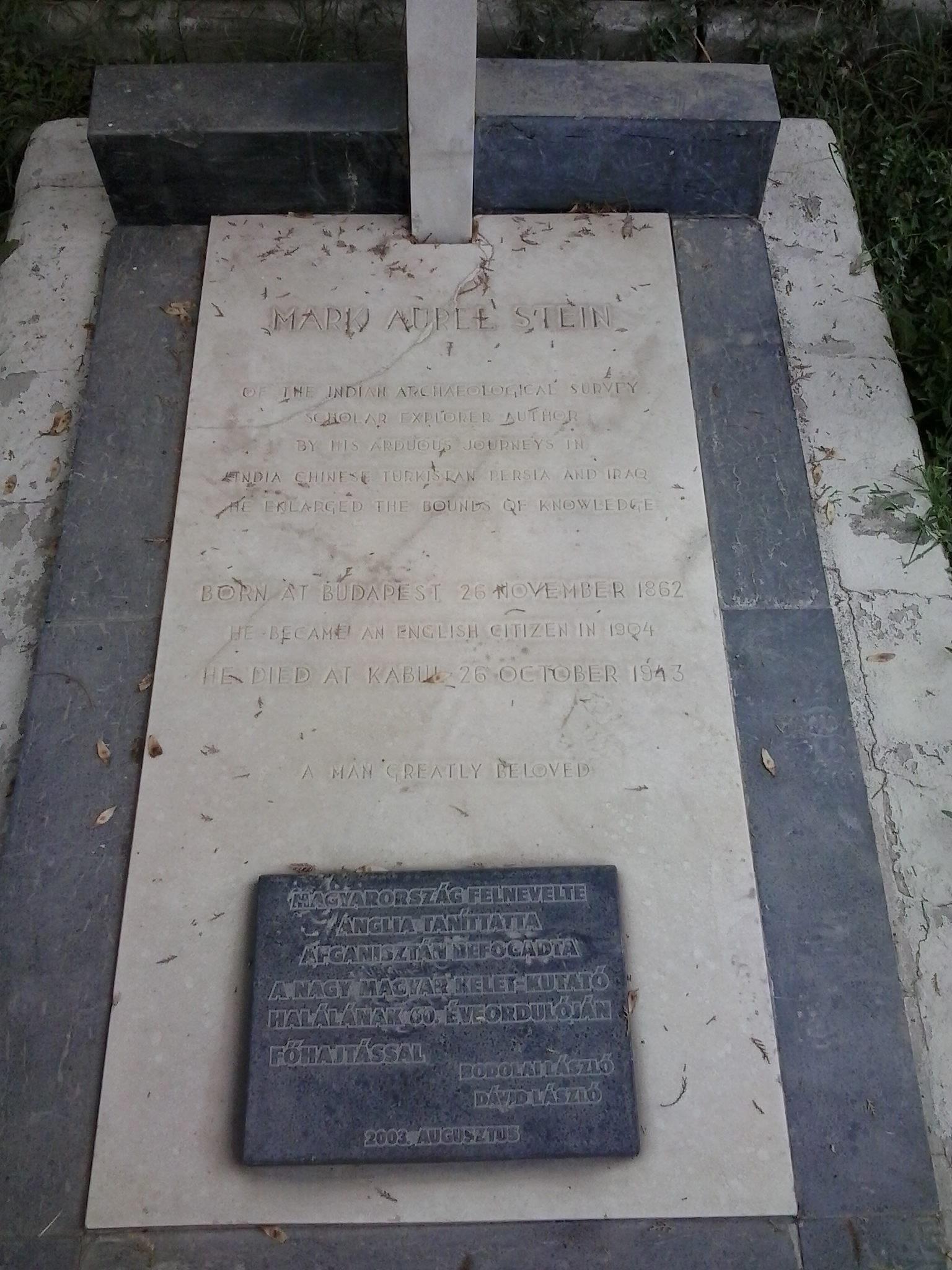
سنگ قبر اورل اشتاین در قرارگاه نظامی شیرپور، کابل

اشتاین در تمام عمرش مجرد ماند، اما همیشه یک سگ به نام «دَش» داشت (در مجموع هفت سگ با این نام).
او در سال ۱۹۰۴ تابعیت بریتانیایی دریافت کرد.
اشتاین در ۲۶ اکتبر ۱۹۴۳ در کابل درگذشت و در قرارگاه نظامی شیرپور به خاک سپرده شد.

## بازی بزرگ و نقش سیاسی
اورل اشتاین، همراه با رقبایش سون هدین، سر Francis Younghusband و نیکلای پرژوالسکی، از بازیگران کلیدی در رقابت سیاسی بریتانیا و روسیه در آسیای مرکزی، موسوم به بازی بزرگ، بودند. کاوش‌های آن‌ها تحت حمایت امپراتوری‌های بریتانیا و روسیه انجام شد و هدف آن‌ها پر کردن نقاط ناشناختهٔ نقشه‌ها، جمع‌آوری اطلاعات ارزشمند و ایجاد «منطقه نفوذ» برای باستان‌شناسی و همچنین اهداف سیاسی بود.

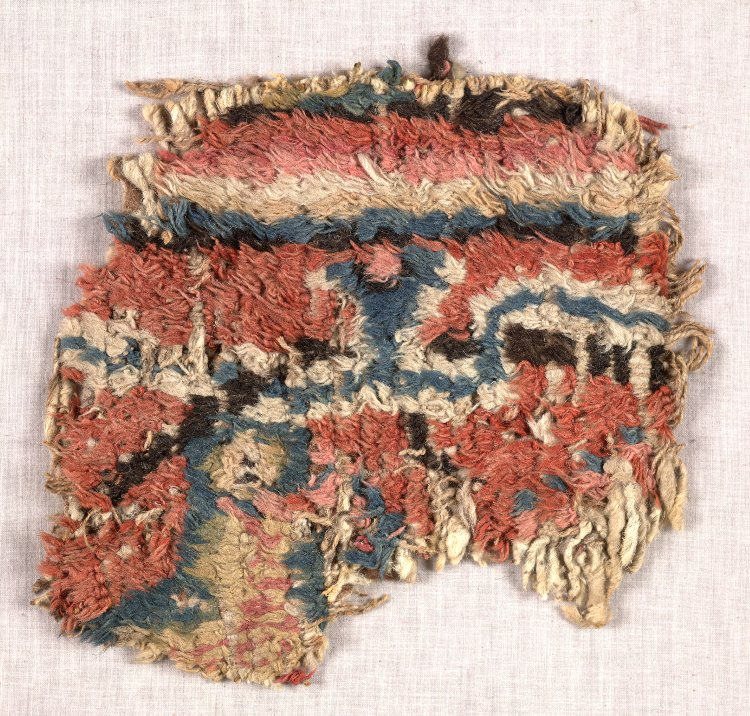
قطعه‌ای از فرش کشف‌شده توسط اورل اشتاین در یک گودال زباله در لولان، سین‌کیانگ، مربوط به قرن سوم یا چهارم میلادی

آثار هنری‌ای که او جمع‌آوری کرد، میان موزه بریتانیا، کتابخانه بریتانیا، موزهٔ سرینگر و موزه ملی دهلی نو تقسیم شدند.

## افتخارات و جوایز
اشتاین در طول زندگی خود جوایز متعددی دریافت کرد. در ۱۹۰۹، مدال مؤسس از انجمن سلطنتی جغرافیا به او اهدا شد «به دلیل کاوش‌های گسترده در آسیای مرکزی و به‌ویژه کارهای باستان‌شناسی‌اش».
در همان سال، او اولین مدال طلای یادبود کمپبل را از انجمن آسیایی بمبئی دریافت کرد.
او همچنین چندین مدال طلای دیگر دریافت کرد:
- مدال طلای Société de Géographie در ۱۹۲۳
- مدال طلای بزرگ Grande Médaille d'or از انجمن سلطنتی آسیایی بریتانیای کبیر و ایرلند در ۱۹۳۲
- مدال طلای Society of Antiquaries of London در ۱۹۳۵
- مدال یادبود هاکسلی از Royal Anthropological Institute of Great Britain and Ireland در ۱۹۳۴
در افتخارات زادروز پادشاه در سال ۱۹۱۰، او به همراه امپراتوری هند (CIE) منصوب شد به دلیل خدماتش به‌عنوان بازرس کل آموزش و نقشه‌بردار باستان‌شناسی در ایالت مرزی شمال غربی.
دو سال بعد، در افتخارات زادروز پادشاه در سال ۱۹۱۲، او به شوالیه فرمانده (KCIE) ارتقا یافت به دلیل خدماتش به‌عنوان سرپرست دایره باستان‌شناسی در منطقه مرزی شمال غربی.
او مدارک افتخاری متعددی از جمله دکتری عالی ادبیات (DLitt) از دانشگاه آکسفورد (۱۹۰۹) و دکترای علوم (DSc) از دانشگاه کمبریج (۱۹۱۰) دریافت کرد.
در سال ۱۹۱۹، اورل اشتاین به‌عنوان عضو خارجی آکادمی سلطنتی هنر و علوم هلند انتخاب شد.
در ۱۹۲۱، او به‌عنوان عضو آکادمی بریتانیا (FBA) برگزیده شد.
در ۱۹۳۰، اشتاین عضو افتخاری بین‌المللی فرهنگستان هنر و علوم آمریکا و در ۱۹۳۹، عضو بین‌المللی انجمن فیلسوفان آمریکا شد.

### درگذشت و دفن در کابل
در سال ۱۹۲۱، استین درخواست انجام کاوش‌های باستان‌شناسی در افغانستان را مطرح کرد. با این حال، دولت افغانستان با ترجیح دادن پروفسور فرانسوی آلفرد فوشر، امتیاز انحصاری تحقیقات باستان‌شناسی را به فرانسه واگذار کرد. بنا بر توافق‌نامه‌ای که بین فرانسه و افغانستان منعقد شد، تنها پژوهش‌های فرانسوی مشمول حمایت و مجوز بودند و هر پژوهشگر خارجی برای انجام کاوش باید از طرف فرانسوی تضمین می‌گرفت ـ چیزی که عملاً کار را برای استین بسیار دشوار کرد. او تلاش‌های زیادی کرد تا مجوز سفر به افغانستان را بگیرد. سرانجام در آپریل ۱۹۴۳ دعوتی از سوی کنسول آمریکا در کابل، کورنلیوس وان هاينرت انگرت، برای او فرستاده شد. او با وجود مشکلات سلامتی، در اکتبر ۱۹۴۳ به کابل رسید و در همان‌جا درگذشت. محل دفن او در «گورستان اروپایی‌ها» در محله شیرپور کابل است.

## آثار و نوشته‌ها
اورل اشتاین در طول فعالیت علمی خود آثار متعددی منتشر کرد. برخی از مهم‌ترین کتاب‌ها و مقالات او عبارت‌اند از:
- ۱۸۹۶. «یادداشت‌هایی دربارهٔ جغرافیای باستانی مسیر پیر پنتسال». مجلهٔ انجمن آسیایی بنگال. کلکته.
- ۱۸۹۶. یادداشت‌هایی دربارهٔ گزارش او*کونگ از کشمیر. وین: Gerold، ۱۸۹۶. منتشرشده به زبان‌های انگلیسی و آلمانی.
- ۱۸۹۸. گزارش مفصل دربارهٔ یک سفر باستان‌شناسی همراه با نیروی میدانی بونر. لاهور: انتشارات دولتی پنجاب.
- ۱۹۰۰. Kalhaṇa's راجترنگنی – تاریخ شاهان Kaśmīr، در دو جلد. لندن، انتشارات A. Constable & Co. Ltd. تجدید چاپ در دهلی توسط Motilal Banarsidass، ۱۹۷۹.
- ۱۹۰۴. ویرانه‌های مدفون در شن‌های ختن. لندن، انتشارات Hurst and Blackett, Ltd. [نسخه دیجیتال](https://books.google.com/books?id=1Ra3AAAAIAAJ) بایگانی‌شده  در ۴ آوریل ۲۰۲۳ توسط Wayback Machine
- ۱۹۰۵. گزارش مطالعات باستان‌شناسی در ایالت مرزی شمال غربی و بلوچستان. پیشاور: انتشارات دولتی.
- ۱۹۰۷. ختن باستانی: گزارش مفصل کاوش‌های باستان‌شناسی در ترکستان چین. دو جلد. انتشارات Clarendon Press، آکسفورد. [نسخه دیجیتال](https://books.google.com/books?id=FaMMAQAAMAAJ) بایگانی‌شده  در ۵ آوریل ۲۰۲۳ توسط Wayback Machine
- ۱۹۱۲. ویرانه‌های صحاری ختا: روایت شخصی از اکتشافات در آسیای مرکزی و غربی‌ترین بخش چین. دو جلد. لندن: Macmillan & Co. [نسخه دیجیتال](https://archive.org/details/in.ernet.dli.2015.69508)
- ۱۹۱۸. «مسیرهایی از پنجاب به ترکستان و چین که توسط ویلیام فینچ (۱۶۱۱) ثبت شده‌اند». مجلهٔ جغرافیایی.
- ۱۹۲۱. سرایندیا: گزارش مفصل اکتشافات در آسیای مرکزی و غربی‌ترین بخش چین. پنج جلد. آکسفورد: Clarendon Press.
- ۱۹۲۱. هزار بودا: نقاشی‌های باستانی بودایی از معابد غاری تونگ‌هوانگ در مرز غربی چین.
- ۱۹۲۳. یادداشت‌هایی دربارهٔ نقشه‌های ترکستان چین و کانسو.
- ۱۹۲۵. آسیای درونی‌ترین: جغرافیای آن به‌عنوان عاملی در تاریخ. لندن: انجمن سلطنتی جغرافیا.
- ۱۹۲۷. لشکرکشی اسکندر در شمال‌غرب هند.
- ۱۹۲۸. آسیای درونی‌ترین: گزارش مفصل کاوش‌ها در آسیای مرکزی، کانسو و شرق ایران. پنج جلد. انتشارات Clarendon Press.
- ۱۹۲۹. در مسیر اسکندر به رود سند: روایت شخصی از اکتشافات در مرز شمال‌غرب هند.
- ۱۹۳۲. بر مسیرهای باستانی آسیای مرکزی: روایتی کوتاه از سه اکتشاف در آسیای درونی و شمال‌غرب چین.
- ۱۹۳۳. بر مسیرهای باستانی آسیای مرکزی: جلد ۱.
- ۱۹۳۷. کاوش‌های باستان‌شناسی در شمال‌غرب هند و جنوب‌شرق ایران.
- ۱۹۴۰. مسیرهای باستانی غرب ایران: روایت یک سفر باستان‌شناسی.
- ۱۹۴۴. «یادداشت‌های باستان‌شناسی از منطقهٔ هندوکش». انجمن سلطنتی آسیایی بریتانیای کبیر و ایرلند.

فهرست کامل‌تری از آثار اشتاین در راهنمای مجموعه‌های اشتاین در بریتانیا ارائه شده است. pp. 49–61.